# Félicien Salmon
Félicien Salmon (Rouillon-Annevoie, Anhée, 14 de setembre de 1882 - Rouillon-Annevoie, 13 d'abril de 1964) va ser un ciclista belga que va córrer entre 1907 i 1914. El 1912 finalitzà en 9a posició al Tour de França.
La Primera Guerra Mundial va posar fi a la seva carrera esportiva i en acabar es dedicà al comerç de bicicletes i a un negoci hoteler.

## Palmarès
- 1907 (sense llicència)
  - 30 victòries sobre 50 curses disputades
- 1911 (independent)
  - 1r dels 8 dies d'Alcyon i vencedor de 3 etapes
  - 1r de la Sedan-Brussel·les
- 1912
  - 1r a Dinant
- 1913
  - 1r a Dinant

### Resultats al Tour de França
- 1912. 9è de la classificació general
- 1913. Abandona (4a etapa)